# Jacques Toja
Pour les articles homonymes, voir Toja.
Jacques Toja est un acteur français né à Nice le 1er septembre 1929 et mort à Neuilly-sur-Seine le 23 mars 1996. Pensionnaire, sociétaire puis Administrateur général de la Comédie-Française, il est surtout connu du grand public pour le rôle du roi Louis XIV dans la saga des Angélique. Il est également le fondateur de la Fondation Jacques-Toja pour le théâtre.

## Biographie
Enfant, il entend les récits d’un grand-père passionné de théâtre et spectateur régulier des chorégies d’Orange alors consacrées à cet art. Et c'est tout naturellement que, jeune homme, il s’inscrit au conservatoire de Nice dans la classe d’art dramatique en parallèle à ses études de droit et de comptabilité. Fort d’un premier prix, il obtient de ses parents de tenter à Paris le Conservatoire national supérieur d'art dramatique. Là, il aura pour camarades de promotion Annie Girardot, Claude Rich, Jean-Paul Belmondo, Jean-Pierre Marielle et Bruno Crémer parmi d’autres. À sa sortie en 1953, il est alors directement engagé à la Comédie-Française. Il la quitte pourtant en 1957 pour créer La Mamma d'André Roussin auprès d’Elvire Popesco. La pièce connaît un grand succès, mais avec ses 740 représentations Jacques Toja en vient à regretter la diversité des rôles de la Comédie-Française. Cette dernière lui propose un nouvel engagement le 20 mai 1959, il sera promu sociétaire le 15 septembre 1960. En tout, il y interprète plus de 130 rôles.
Peu à peu, Jacques Toja s’intéresse à l’administration de la société des comédiens français. Il devient l’assistant de Maurice Escande quand celui-ci devient l’un des administrateurs de la Comédie-Française. Il occupe lui-même ce poste prestigieux d’administrateur général de 1979 à 1983. Pendant son mandat, il fait reprendre certains des grands classiques du XXe siècle mais aussi créer des auteurs contemporains avec une recherche de jeunes auteurs particulièrement active notamment pour la salle du Petit Odéon alors rattachée à la Comédie-Française. Comme il aimait à le dire, « l’idée directrice est d’avoir une troupe rompue à tous les styles et capable de jouer Molière mais aussi Ionesco, Racine mais également Beckett ».
En 1983, il crée la première fondation consacrée uniquement à l’art dramatique. Elle obtient la reconnaissance d'utilité publique en 1991. L’objectif est de fédérer les entreprises et les particuliers autour de la défense du répertoire théâtral français du XXe siècle mais également autour du soutien aux créations d’auteurs contemporains.
Il meurt le 23 mars 1996 à l’âge de 66 ans d’un cancer, dont il était atteint depuis 6 ans.

## Hommages
Après la mort de Jacques Toja en 1996, la fondation prend le nom de Fondation Jacques-Toja pour le théâtre et poursuit l’œuvre engagée par son fondateur. Elle totalise 140 soutiens à des productions théâtrales qui ont touché plus de 4,7 millions de spectateurs. Elle est finalement dissoute en 2019.
Une place à Nice porte son nom depuis 1999. Elle se situe entre la place Garibaldi et le Théâtre national de Nice.
En 2015, lors de la sortie du livre Place Colette de Nathalie Rheims, son nom se trouve parfois évoqué pour désigner l'acteur dénommé Pierre dans le roman.

## Décorations
- Commandeur de l'ordre des Arts et des Lettres (1988)[1]

## Formation
- Études de droit
- Conservatoire de Nice
- Conservatoire national supérieur d'art dramatique (classe de Denis d'Inès)
- Second prix de comédie : Valentin, Il ne faut jurer de rien (Alfred de Musset)

## Théâtre

### Comédie-Française
- Entré à la Comédie-Française le 1er septembre 1953, départ le 15 février 1957
- Second engagement : 20 mai 1959
- Sociétaire le 15 septembre 1960 (436e sociétaire)
- Administrateur général du 1er août 1979 au 31 juillet 1983
- Sociétaire honoraire le 20 mai 1984
- Rôles :

- Littéraire :
  - Cléante, La Vengeance des marquis (Claude Deschamps), 20 octobre 1956
  - Clitandre, Le Misanthrope, acte II (Molière), 20 octobre 1956

### Hors Comédie-Française
- 1957-1958 : La Mamma d'André Roussin, mise en scène de l'auteur, Théâtre de la Madeleine
- 1959 : La Mamma d'André Roussin, mise en scène de l'auteur, Théâtre des Célestins
- 1964 : Électre de Jean Giraudoux, mise en scène Raymond Gérôme, Festival de Bellac
- 1966 : Le Voyage de Thésée de Georges Neveux, mise en scène Michel Etcheverry, Festival de Bellac
- 1966 : On ne badine pas avec l'amour d'Alfred de Musset, mise en scène Jean Darnel, Festival de l'Emperi Salon-de-Provence
- 1967 : Intermezzo de Jean Giraudoux, mise en scène Michel Etcheverry, Festival de Bellac
- 1970 : Amphitryon 38 de Jean Giraudoux, mise en scène Pierre Franck, Festival de Bellac
- 1986 : Maison de poupée d’Henrik Ibsen, mise en scène Michel Fagadau, Théâtre de Boulogne-Billancourt
- 1988 : Le Saut du lit de Ray Cooney et John Chapman, mise en scène Jean Le Poulain, Théâtre des Variétés
- 1990 : L’Officier de la garde de Ferenc Molnár, mise en scène Jean-Pierre Miquel, Comédie des Champs-Élysées

## Filmographie

### Cinéma
- 1954 : La Tour de Nesle d'Abel Gance
- 1958 : Christine de Pierre Gaspard-Huit
- 1961 : Les Trois Mousquetaires de Bernard Borderie - Film tourné en deux époques - : Aramis
- 1961 : Le Capitaine Fracasse de Pierre Gaspard-Huit : Léandre, le séducteur
- 1964 : Angélique Marquise des Anges de Bernard Borderie : Louis XIV
- 1964 : Merveilleuse Angélique de Bernard Borderie : Louis XIV
- 1965 : Angélique et le Roy de Bernard Borderie : Louis XIV
- 1967 : Indomptable Angélique de Bernard Borderie : voix narration
- 1991 : Aujourd'hui peut-être... de Jean-Louis Bertuccelli : Jean-François

### Télévision
- 1965 : Le Legs (téléfilm) de Jean-Paul Sassy : Le chevalier
- 1972 : Les Femmes savantes (téléfilm) de Jean Vernier : Clitandre
- 1972 : Au théâtre ce soir : Le Gendre de Monsieur Poirier de Jules Sandeau et Émile Augier, mise en scène Robert Manuel, réalisation Pierre Sabbagh, Théâtre Marigny
- 1973 : Arsène Lupin, (série télévisée) épisode La demeure mystérieusede Jean-Pierre Desagnat : le comte de Mélamare
- 1974 : Ondine de Jean Giraudoux, mise en scène Raymond Rouleau, Comédie-Française
- 1975 : Salvator et les Mohicans de Paris (série télévisée de Bernard Borderie : Dorval
- 1985 : Les Cinq DLes Cinq Dernières Minutes, épisode : Tendres pigeons de Louis Grospierre
- 1989 : La Comtesse de Charny, (mini-série) de Marion Sarraut